# Skogssnäppa
Skogssnäppa (Tringa ochropus) är en liten vadarfågel som tillhör familjen snäppor. Den häckar i våtmarker i barrskogsområden i norra Europa och Asien. Vintertid flyttar den till södra Europa och Asien samt tropiska Afrika. Arten är talrik och tros öka i antal.

## Kännetecken

### Utseende
Skogssnäppan liknar grönbenan men är lite större med en kroppslängd på 23 centimeter och ett vingspann på ungefär 57 centimeter. Den är vidare kraftigare i kroppen och med något kortare ben så att tårna knappt sticker utanför bakkanten på stjärten i flykten.
Fjäderdräkten kontrasterar mellan den mörka ovansidan och den vita undersidan som avskiljs med en ganska rak linje över hela kroppen. Huvudet är gråaktigt och ryggen mörkgrön med vita fläckar i olika utsträckning, mest hos häckande adulta fåglar, mindre på vintern och hos ungfåglar. Benen och den korta näbben är båda mörkgröna. Den syns tydligt i flykten med sina mörka vingar och lysande vita gump. 

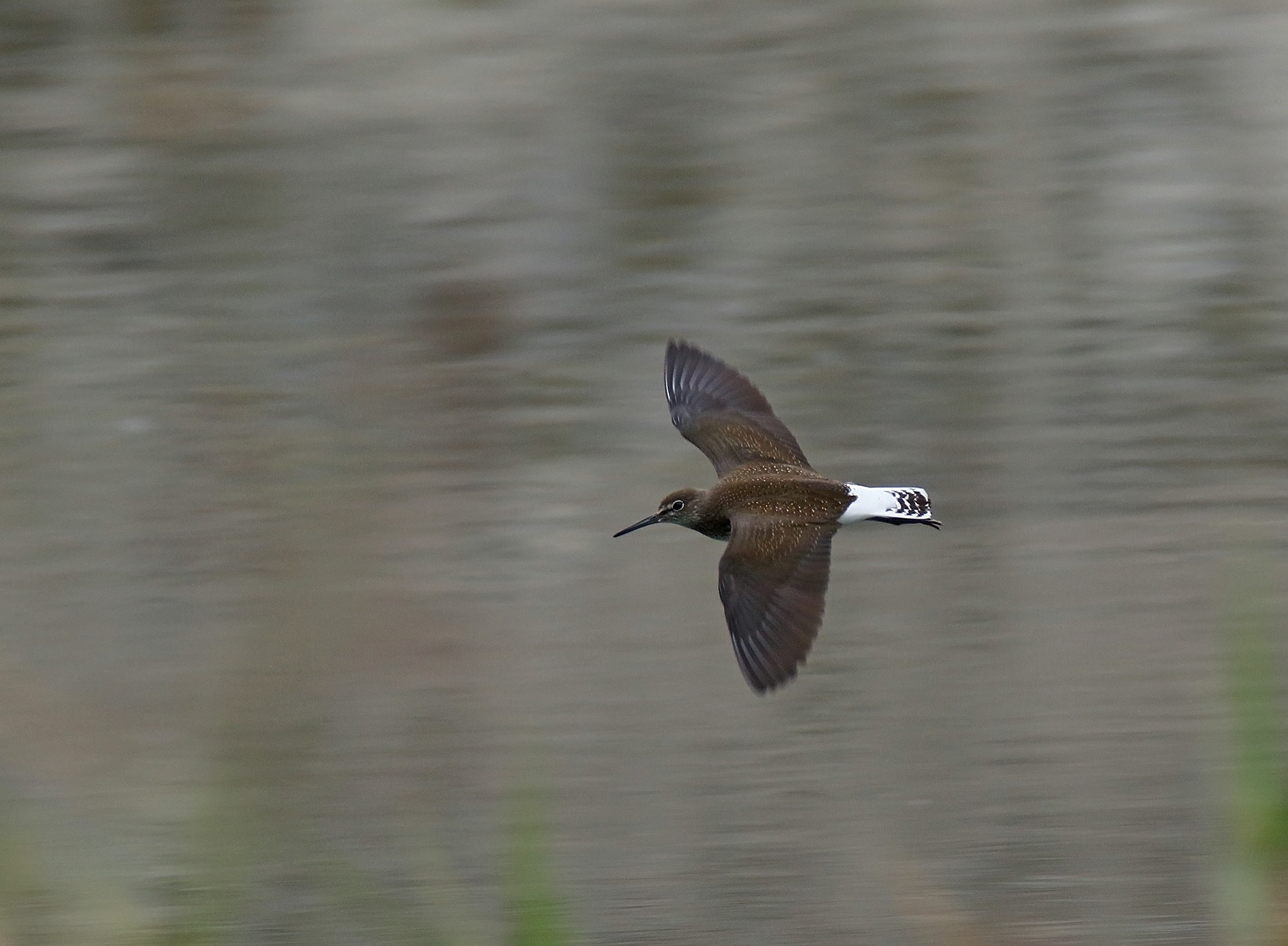
I flykten är skogssnäppan karakteristisk med sina mörka vingar, lysande vita övergump och relativt korta ben som knappt sticker ut bakom stjärten.

### Läte
Skogssnäppan lockar med ett snärtigt "plyitt-vitt-vitt", medan oroslätet är ett "tlipp-tlipp-tlipp...". Sången som utförs i spelflykt är rask och rytmiskt: "tluii-tyi tluii-tyi tluii-tyi...".

## Utbredning
Skogssnäppan häckar i Europa och Asien, från Skandinavien samt norra och östra Europa österut till Sibirien. En isolerad population finns i Kirgizistan och nordvästligaste Kina, i nordvästra Xinjiang. Den är flyttfågel som övervintrar i Medelhavsområdet och tropiska Afrika samt i södra Asien från Turkiet genom Mellanöstern och Indien till södra Japan, östra Kina, Filippinerna och norra Borneo. Små övervintrande bestånd finns i västra och västcentrala Europa samt i skyddade dalar i Tien Shan.

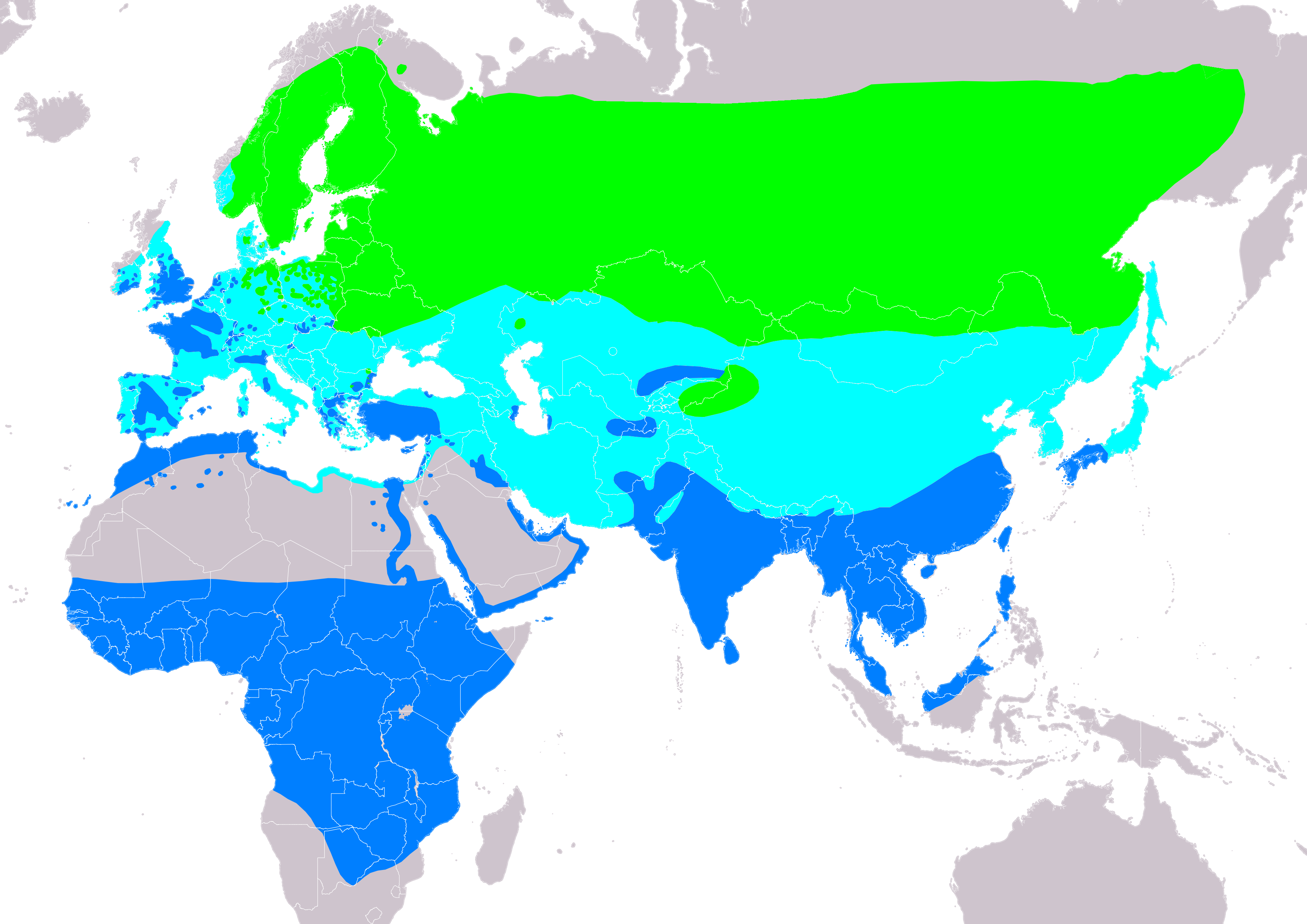
Skogssnäppans utbredningsområde, där grönt betecknar vistelse häckningstid och blått övervintringsområde.

Skogssnäppan anländer häckningsområdena relativt tidigt, redan i mars–april. Fåglarna börjar flytta söderut i etapper, först honorna redan i juni, följda av hanarna i juli och juvenilerna i augusti. 
Tillfälligt har felflugna individer påträffats på Sulawesi i Indonesien, Nya Guinea, Palau samt i Australien. Ett fåtal fynd finns även från USA, alla från öar i Aleuterna och Berings sund i Alaska.

### Förekomst i Sverige
Skogssnäppan häckar vid tjärnar, myrar och kärr i barrskog över i princip hela landet.

## Taxonomi och systematik
Skogssnäppan beskrevs taxonomiskt för första gången 1758 av Carl von Linné. Den är monotypisk, det vill säga att den inte delas in i några underarter. Tillsammans med dess närmaste släkting amerikansk skogssnäppa (Tringa solitaria) utgör den en systergrupp till alla andra arter i Tringa.

## Ekologi

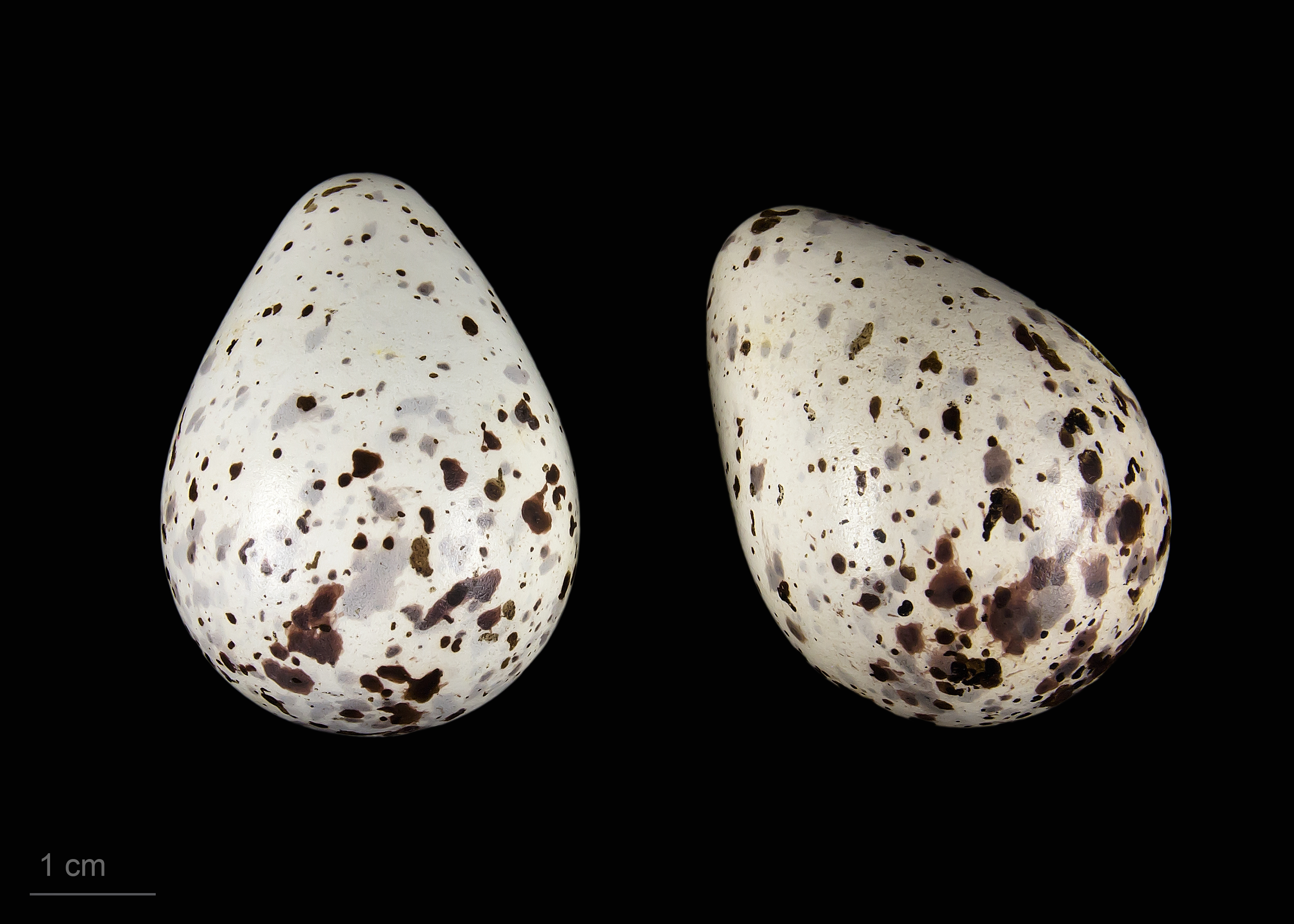
Ägg från skogssnäppan.

Skogssnäppan är en skogsfågel som häckar vid tjärnar och kärr i barrskog. Den är inte särskilt social, även om små grupper ibland samlas i områden med tillgång på föda. Skogssnäppan kan ofta påträffas i ganska slutna biotoper som andra vadare ofta undviker då de föredrar mer obehindrad överblick omkring sig. Skogsnäppan livnär sig av små ryggradslösa djur, främst insekter och deras larver, som den plockar upp ur leran vid kanten av vattnet. 

### Häckning

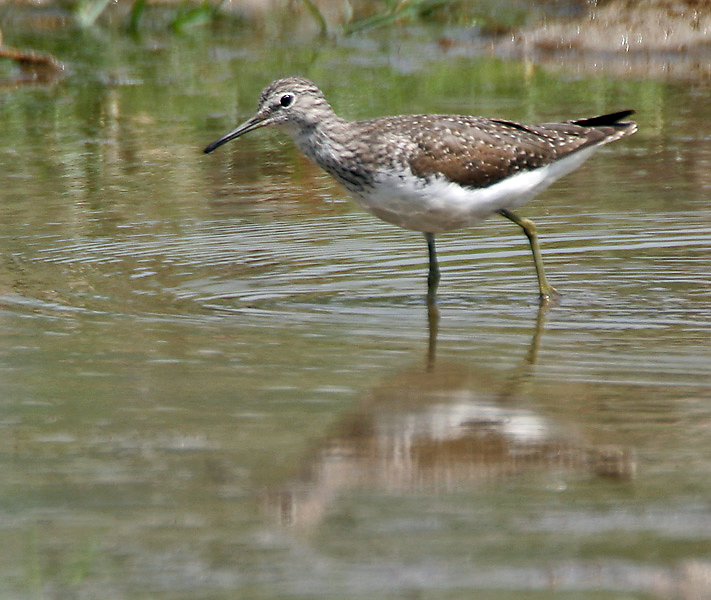
Adult i häckningsdräkt om våren i vinterkvarter i Rajasthan, Indien.

Skogssnäppan lägger två till fyra ägg i ett bo som den ofta övertar från en annan art, till exempel björktrast. Ibland kan de driva bort fåglar från ett bo som fortfarande används. Båda föräldrarna ruvar på äggen, som kläcks efter ungefär tre veckor. Ungarna lämnar genast boet. Föräldrarna följer med dem, men honan flyttar redan efter några dagar. Ungarna tas sedan om hand av hanen tills de blir flygfärdiga efter cirka en månad.  

## Skogssnäppa och människan

### Status och hot
Arten har ett stort utbredningsområde och en stor population, och tros öka i antal. Utifrån dessa kriterier kategoriserar IUCN arten som livskraftig (LC). Världspopulationen uppskattas till mellan 1,2 och 3,6 miljoner individer. Även populationen i Sverige anses vara livskraftig och ökande i antal. Skogssnäppan är mottaglig för fågelinfluensa och kan därför påverkas negativt av framtida utbrott. I övrigt anses den inte vara utsatt för några större hot. 2018 uppskattades det svenska beståndet till 49 000 par.

### Namn
Skogssnäppan beskrevs först av Linné 1758 i tionde upplagan av Systema naturae under sitt nuvarande vetenskapliga namn Tringa ochropus. Några sidor senare i samma bok placerar han den dock i släktet Totanus. Förr kallades skogssnäppan för gråbent snäppa, gråbena, gropsnäppa och ibland i jaktsammanhang också för enkel beckasin. Dess vetenskapliga artnamn ochropus kommer från grekiskans okhros, "ljusgul" eller "ockrafärgad" och pous, "fot".